# Ulf Svante von Euler
Pour les articles homonymes, voir Euler (homonymie).
Ulf Svante von Euler est un neurophysiologiste suédois, né le 7 février 1905 et mort le 9 mars 1983. Il reçoit le prix Nobel en 1970 (avec Bernard Katz et Julius Axelrod) pour ses travaux sur les neurotransmetteurs. Euler est devenu membre étranger de la Royal Society le 3 mai 1973.